# Mering
Mering es un municipio en el Distrito de Aichach-Friedberg, en Baviera, Alemania. Está localizada en el río Paar.
Tuvo una primera mención registrada en 1021. Tiene una población de 13 297 (31 de diciembre de 2009).
El motor del crecimiento y la popularidad creciente es la estación principal de tren que conecta Mering directamente en treinta minutos a Múnich y en quince minutos a Augsburgo.

## Patrimonio
- Iglesia católica St. Michael construida en 1789.